# Murray Hill (New Jersey)

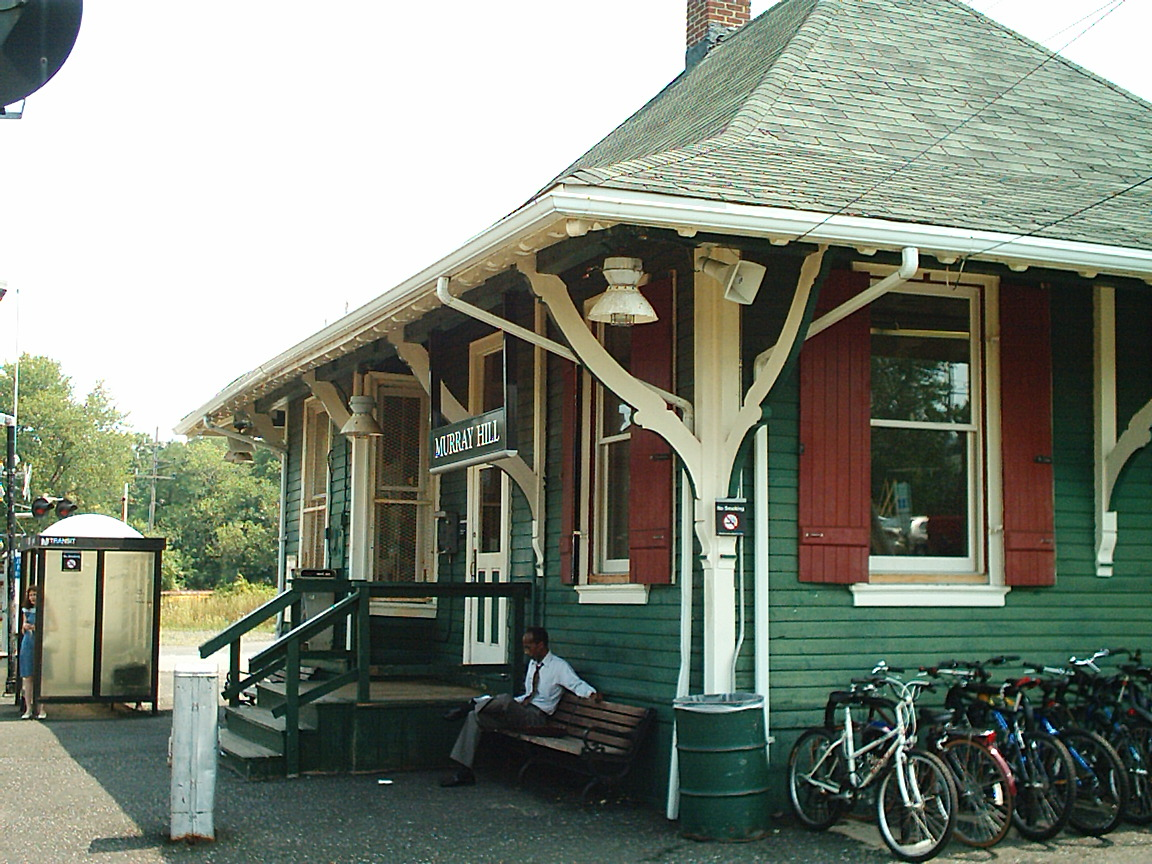
Der Bahnhof von Murray Hill, New Jersey

Murray Hill ist ein gemeindefreies Gebiet (Unincorporated Area) im Nordosten des US-Bundesstaates New Jersey.

## Lage
Murray Hill liegt zum Teil auf dem Gebiet des Townships Berkeley Heights und zum Teil auf dem Terrain der Stadt New Providence im Union County.

## Geschichte
Murray Hill in New Jersey wurde von Carl H. Schultz gegründet und benannt. Er handelte im großen Stil mit Mineralwasser – ursprünglich in Murray Hill in Manhattan an der First Avenue und der 25th Street und 26th Street. In New Jersey hatte er sich schließlich in den 1880er Jahren ein großes Stück Land gekauft, wo er ein Heim für seine Familie baute wie auch einige komfortable Häuser für seine Angestellten. Nachdem Schultz von Murray Hill in Manhattan hierher umgezogen war, beschloss er den Namen auch für dieses Areal in New Jersey zu verwenden. Seine Kinder bauten in der Nähe seines Anwesens deren Häuser, wobei heute nur noch wenige der ursprünglichen victorianischen Häuser erhalten sind.
Es gibt aber noch eine andere Erklärung, wie die Gegend zum Namen "Murray Hill" gekommen ist: Die Bell Laboratories waren vor ihrem Umzug nach New Jersey im Jahre 1941 in Murray Hill in Manhattan. Aber auch nach dem Umzug sprachen deren Arbeiter weiterhin von "Murray Hill Bell Labs" und sollen damit dem Gebiet seinen neuen Namen gegeben haben.

## Wirtschaft
In Murray Hill befindet sich C. R. Bard, Inc., eine Firma, die sich auf die Herstellung von chirurgischem Besteck spezialisiert hat, der US-Hauptsitz der Linde AG sowie der langjährige Hauptsitz der Bell Laboratories (heute Teil der Firma Nokia).